# William Des Vœux
Sir George William Des Vœux (Baden-Baden, 22 settembre 1834 – Brighton, 15 dicembre 1909) è stato un funzionario britannico che fu governatore delle Figi (1880–1885), del Newfoundland (1886–1887) e di Hong Kong (1887–1891).